# Kinetica
Kinetica är ett racingspel till Playstation 2, utvecklat av Santa Monica Studio och utgivet av Sony Computer Entertainment. Spelet utspelas i framtiden inom Yttre rymden och på några fiktiva platser inom jordens avlägsna framtid. Nio racerförare är iklädda "Kinetic Suits", som har hjul på händer och fötter som får racerförarna att se ut som motorcyklar. Dessa dräkter är så kraftfulla att racerförarna kan forcera väggar och tak i en hastighet upp till 560 km/h.
Spelet har femton banor och tre tävlingssäsonger. För att gå vidare genom spelet måste spelaren erövra första, andra eller tredje plats i de första säsongstävlingarna. I den andra säsongen måste spelaren komma på första eller andra plats, och i den tredje säsongen måste spelaren vinna hela loppet.